# کلیسای مقدس هیپولیتوس
کلیسای مقدس هیپولیتوس (هلندی: Sint-Hippolytuskapel) یک کلیسای کوچک در شهر قدیمی دلفت است. این ساختمان یکی از قدیمی‌ترین بناهای دلفت است و از سال ۱۹۶۷ به عنوان Rijksmonument انتخاب شده‌است.